# Stilobezzia brandti
Stilobezzia brandti är en tvåvingeart som beskrevs av Tokunaga 1963. Stilobezzia brandti ingår i släktet Stilobezzia och familjen svidknott. Inga underarter finns listade i Catalogue of Life.